# Àrria la Jove
Àrria la jove (en llatí Arria) va ser una dama romana del segle i. Formava part de la gens Àrria, una gens romana que no va aparèixer fins al segle i aC.
Va ser filla d'Àrria i de Cecina Pet, i es va casar amb Publi Trasea Pet (Thrasea). Van tenir una filla, de nom Fànnia, que es va casar amb el filòsof i magistrat Helvidi Prisc. Quan Neró va condemnar a mort el seu marit Publi Trasea l'any 67, ella va voler seguir l'exemple de la seva mare i es va preparar per morir amb ell, però Trasea la va obligar a seguir amb vida per cuidar de la seva filla.